# Acropimpla
Acropimpla är ett släkte av steklar som beskrevs av Henry Keith Townes, Jr. 1960. Acropimpla ingår i familjen brokparasitsteklar.

## Dottertaxa tillAcropimpla, i alfabetisk ordning[1][2]
- Acropimpla alboricta
- Acropimpla alboscutellaris
- Acropimpla arjuna
- Acropimpla aspera
- Acropimpla benguetica
- Acropimpla bicarinata
- Acropimpla bifida
- Acropimpla buddha
- Acropimpla calva
- Acropimpla davaonica
- Acropimpla devia
- Acropimpla didyma
- Acropimpla emmiltosa
- Acropimpla faciata
- Acropimpla facinotata
- Acropimpla flavoscutis
- Acropimpla hapaliae
- Acropimpla leucostoma
- Acropimpla lucifugus
- Acropimpla maculifacia
- Acropimpla medioflava
- Acropimpla melanoplax
- Acropimpla nakula
- Acropimpla nigrescens
- Acropimpla nigroscutis
- Acropimpla persimilis
- Acropimpla pictipes
- Acropimpla poorva
- Acropimpla pronexus
- Acropimpla punctata
- Acropimpla spicula
- Acropimpla tricolor
- Acropimpla uchidai
- Acropimpla uttara
- Acropimpla varuna
- Acropimpla xantha